# 地質學家島
62°13′S 58°57′W / 62.217°S 58.950°W
地質學家島（Geologists Island），是南極洲的島嶼，位於南設得蘭群島的喬治王島，處於阿德利島以南的水文學家灣入口處，長0.5公里，現時由南極條約體系管理。